# Аквавива (Фрозиноне)
Аквавива (итал. Acquaviva) је насеље у Италији у округу Фрозиноне, региону Лацио.
Према процени из 2011. у насељу је живело 18 становника. Насеље се налази на надморској висини од 240 м.